# 奧克穆吉 (阿拉巴馬州)
奧克穆吉（英語：Oakmulgee）是一個位於美國阿拉巴馬州佩里縣的非建制地區。該地的面積和人口皆未知。

## 地理
奧克穆吉的座標為32°47′47″N 87°02′38″W / 32.79639°N 87.04389°W，而該地的平均海拔高度為98米（即322英尺）。